# Niwelacja geometryczna

Niwelacja geometryczna
1. Odczyt (R) na łacie wstecz
2. Poziom instrumentu
3. Odczyt (V) na łacie w przód

Niwelacja geometryczna – jeden z rodzajów niwelacji. Pomiar różnic wysokości punktów na podstawie pomiaru położenia poziomej osi celowej niwelatora na pionowo ustawionych na tych punktach łatach niwelacyjnych. Zasady jej wykonania określa Instrukcja Techniczna G-4 "Pomiary sytuacyjne i wysokościowe".
Polega na wyznaczeniu różnicy wysokości między dwoma punktami terenowymi poprzez pomiar pionowych odcinków zawartych między poziomą linią celowania a punktami terenowymi. Aby wyznaczyć wspomniane odcinki pionowe należy w punktach terenowych ustawić odpowiednie przymiary w postaci łaty niwelacyjnej. Pozioma linia celowania realizowana jest z użyciem specjalnych instrumentów geodezyjnych, zwanych niwelatorami.
Sposoby wykonania niwelacji geometrycznej
- niwelacja ze środka
- niwelacja w przód

Rodzaje niwelacji w zależności od celu jej przeprowadzenia
- niwelacja reperów – służy do zagęszczenia osnowy wysokościowej
- niwelacja powierzchniowa:
  - metodą siatkową
  - metodą punktów rozproszonych
  - metodą profilów podłużnych i poprzecznych

Rodzaje niwelacji w zależności od dokładności jej przeprowadzenia
- precyzyjna – dla podstawowej osnowy wysokościowej I i II klasy
- techniczna – dla szczegółowej osnowy wysokościowej III i IV klasy oraz osnowy pomiarowej